# Sonia Grey
Sonia Grey, per un certo periodo conosciuta come Maria Michela Mari, pseudonimo di Sonia Colone (Rho, 30 agosto 1968), è una conduttrice televisiva, attrice e showgirl italiana.

## Biografia
Cominciò la sua carriera nel 1988 quando prese parte alla trasmissione Dibattito! di Gianni Ippoliti su Italia 1; la fama arriva due anni dopo, quando Antonio Ricci la sceglie nel ruolo di prima infermiera sexy a Striscia la notizia, ruolo ricoperto successivamente da Angela Cavagna.
Dopo l'esperienza nel telegiornale satirico di Canale 5 partecipa a vari programmi comici sempre sulle reti Fininvest tra cui Sabato al circo condotto dal duo Gigi e Andrea, e Yogurt - Fermenti attivi, che verrà in seguito replicato su Happy Channel, e partecipa come showgirl a numerosi programmi tra cui Il gioco dei 9, Il TG delle vacanze, Televiggiù e Dido... menica.
Dopo un piccolo ruolo all'interno del film Abbronzatissimi del 1991, nel 1993 partecipa alle prime due stagioni della sit-com Nonno Felice, al fianco di Gino Bramieri, nel ruolo della cassiera di fiducia del bar frequentato dal nonno. Nel dicembre del 1995 dichiara di voler intraprendere una carriera come attrice drammatica, e decide di modificare la sua immagine e assumere il nome d'arte di Maria Michela Mari. Nel 1997 è protagonista del film Una donna in fuga, con Gina Lollobrigida. Nel 1998 è la protagonista della fiction Angelo nero, con Gabriel Garko, andata in onda su Canale 5 e Telecinco, con il titolo El ángel negro, in prima serata. Dopo questa esperienza partecipa al film TV Villa Ada di Pier Francesco Pingitore, e successivamente diventa co-protagonista nelle prime due stagioni de Il bello delle donne, nel ruolo della fioraia Palma.
Torna sulle scene televisive italiane con il primo pseudonimo Sonia Grey, nel giugno del 2002, dopo essere diventata mamma, in concomitanza con i Mondiali di Calcio 2002, conducendo insieme a Gian Piero Galeazzi e Marco Mazzocchi il programma calcistico Notti mondiali su Rai 1 e, sempre in quell'estate, si occupa di una rubrica di spettacolo assieme a Cristiano Malgioglio all'interno del contenitore mattutino di Rai 1 Unomattina estate condotto da Sarah Felberbaum e Paolo Giani. L'anno dopo viene scelta da Michele Guardì per entrare nel cast di Mezzogiorno in famiglia dove tiene una rubrica di cucina accanto a uno chef internazionale, Luigi Sforzellini.
Conseguentemente a questo incarico che ha riscosso un notevole successo viene pubblicato anche un libro, Cucina in famiglia. L'estate successiva torna a Unomattina Estate, questa volta nel ruolo di conduttrice, affiancando Franco Di Mare. Da quel momento sarà conduttrice di Unomattina per altre 4 edizioni. Poi sempre su Rai 1 conduce In forma con Sonia, e dal 2005 è alla conduzione di Sabato & Domenica... la tv che fa bene alla salute, con Franco Di Mare e il Dr. Fabrizio Duranti.
Nella stagione 2010-2011 è la padrona di casa di Domenica in su Rai 1 assieme a Lorella Cuccarini e Massimo Giletti. All'interno del programma Sonia Grey conduce il segmento Domenica in... Amori. Sempre nel 2011 riveste il ruolo di giurata all'interno del programma di Rai 1 Ciak... si canta! e conduce in prima serata Una Voce per Padre Pio e Una notte per Caruso entrambi in onda su Rai 1. Dal 2012 realizza e conduce la web tv Nonsolobenessere.tv. Successivamente realizza e conduce Pillole di benessere per TGcom24.
Negli ultimi anni Sonia Grey è divenuta una pittrice, scrittrice, influencer e ha aperto diversi social a pagamento.

## Filmografia

### Cinema
- Abbronzatissimi, regia di Bruno Gaburro (1991)

### Televisione
- Classe di ferro – serie TV, episodio 2x02 (1991)
- Nonno Felice – serie TV, 5 episodi (1992-1993)
- Una donna in fuga, regia di Roberto Rocco – miniserie TV (1996)
- Angelo nero, regia di Roberto Rocco – miniserie TV (1998)
- Villa Ada, regia di Pier Francesco Pingitore – film TV (1999)
- Il bello delle donne – serie TV, 9 episodi (2001-2002)

## Programmi televisivi
- Dibattito! (Italia 1, 1988)
- Televiggiù (Italia 1, 1989)
- Striscia la notizia (Canale 5, 1990-1991)
- Il TG delle vacanze (Canale 5, 1991)
- Un autunno tutto d'oro (Canale 5, 1991)
- Sabato al circo (Canale 5, 1992)
- Il gioco dei giochi (Italia 1, 1992)
- Yogurt - Fermenti attivi (Italia 1, 1994)
- Notti mondiali (Rai 2, 2002)
- Telethon (Rai 1, 2002-2010)
- Unomattina Estate (Rai 1, 2002-2006)
- Mezzogiorno in famiglia (Rai 2, 2002-2003)
- Unomattina Sabato & Domenica (Rai 1, 2003-2004)
- Unomattina (Rai 1, 2004-2005)
- Sabato & domenica (Rai 1, 2005-2009)
- In forma con Sonia (Rai 1, 2006)
- Sabato, Domenica &...ESTATE (Rai 1, 2007)
- Premio Massimo Troisi (Rai 1, 2007)
- La notte dei leoni (Rai 1, 2008)
- Concerto per i ragazzi di strada (Rai 1, 2008)
- Unomattina Weekend (Rai 1, 2009-2010)
- Domenica in... Amori (Rai 1, 2010-2011)
- Ciak... si canta! (Rai 1, 2011) Giurata
- Una notte per Caruso (Rai 1, 2011)
- Una voce per Padre Pio (Rai 1, 2011)
- www.nonsolobenessere.tv (Web TV, 2012-2013)
- Pillole di benessere (TGcom24, 2014-2016)

## Libri
- Luigi Sforzellini e Sonia Grey, Cucina in famiglia. Tutte le ricette che avete visto in Tv e... tante altre, Roma, Gremese, 2003, ISBN 978-88-84402-28-8.
- Fabrizio Duranti e Sonia Grey, Il circolo virtuoso del benessere, Segrate, Sperling & Kupfer, 2006, ISBN 978-88-20040-82-6.
- Fabrizio Duranti e Sonia Grey, Le 100 regole del benessere, Segrate, Sperling & Kupfer, 2007, ISBN 978-88-20042-34-9.
- Sonia Grey e Fabrizio Duranti, Eros & Seduzione, Hmp Company, 2022, ISBN 978-88-94619-98-0.

## Doppiatrici
Nelle versioni in italiano delle opere in cui ha recitato, Sonia Grey è stata doppiata da: 
- Francesca Guadagno in Una donna in fuga, Angelo nero, Il bello delle donne (solo 2ª stagione).